# Burt Jones
William Burton Jones, detto Burt (Jackson, 25 aprile 1979), è un politico statunitense, attuale vicegovernatore della Georgia.

## Biografia
Originario di Jackson, si è laureato in Storia all'Università della Georgia, facendo anche parte della squadra universitaria di football americano e distinguendosi sportivamente. Diventato imprenditore, si è unito all'azienda di famiglia, la Jones Petroleum, contribuendo alla sua espansione, lavorando poi come dirigente in numerose grandi compagnie georgiane.
Nel 2012 è entrato in politica, venendo eletto al Senato della Georgia e rimanendovi fino al 2023. Nel 2022 si è candidato come vicegovernatore, riuscendo ad essere eletto e dimettendosi l'anno successivo dalla carica di senatore. A differenza del suo superiore Brian Kemp e del suo predecessore Geoff Duncan, Jones è allineato alle posizioni dell'ex-presidente degli Stati Uniti Donald Trump, che ne ha quindi supportato la candidatura, in quanto Jones dopo le elezioni presidenziali del 2020 si impegnò (fallendo) per impedirne la ratifica in Georgia.